# Bán gia tăng giá trị
Bán gia tăng giá trị là một trong một số kỹ thuật bán hàng dựa trên việc xây dựng trên giá trị vốn có của một sản phẩm hoặc dịch vụ. Theo bản chất, kỹ thuật thêm giá trị là cách tiếp cận bán linh hoạt và tùy chỉnh hơn, yêu cầu đầu vào từ một phạm vi khách hàng trung bình đã xác định. Phản hồi của khách hàng này giúp các chuyên gia bán hàng và tiếp thị phác thảo các giá chào bán có khả năng mang lại lợi ích cho lượng khách hàng lớn nhất.
Giá trị gia tăng có thể không rõ ràng ban đầu trong tổng quan về doanh số bán hàng và thường được gắn với bán hàng gia tăng hoặc bán hàng theo chiều dọc trong một phân khúc thị trường cụ thể. Tiện ích của sản phẩm hoặc dịch vụ, dễ tích hợp vào hoạt động kinh doanh của khách hàng hoặc lợi ích tiết kiệm thời gian chỉ là một vài lĩnh vực có thể được chuyển thành vốn khi tập trung vào giá trị gia tăng.

## Ví dụ
- Thực phẩm được bán trong một hộp nhựa hoặc một ly có thể được sử dụng sau khi nội dung của nó được tiêu thụ.
- Máy ảnh được bán với bộ chuyển đổi sang loại ống kính chụp ảnh cũ.
- Một trong những ví dụ gần đây về bán hàng giá trị gia tăng là xe hybrid. Đây là những chiếc xe dựa trên sự kết hợp giữa năng lượng xăng và năng lượng điện. Giá trị vốn có của sản phẩm vẫn như cũ. Nó di chuyển một người từ điểm A đến điểm B. Việc thêm giá trị có thể được nhìn thấy theo nhiều cách khác nhau. Đầu tiên là tiết kiệm nhiên liệu. Nhưng cũng có thêm giá trị trong thời gian ít hơn tại trạm xăng, và những chiếc xe gây ô nhiễm không khí ít hơn một động cơ đốt bình thường. Giá trị gia tăng trong trường hợp này được xác định bởi khách hàng và không phải công ty bán xe.